# St.-Johannis-Kirche (Aschersleben)

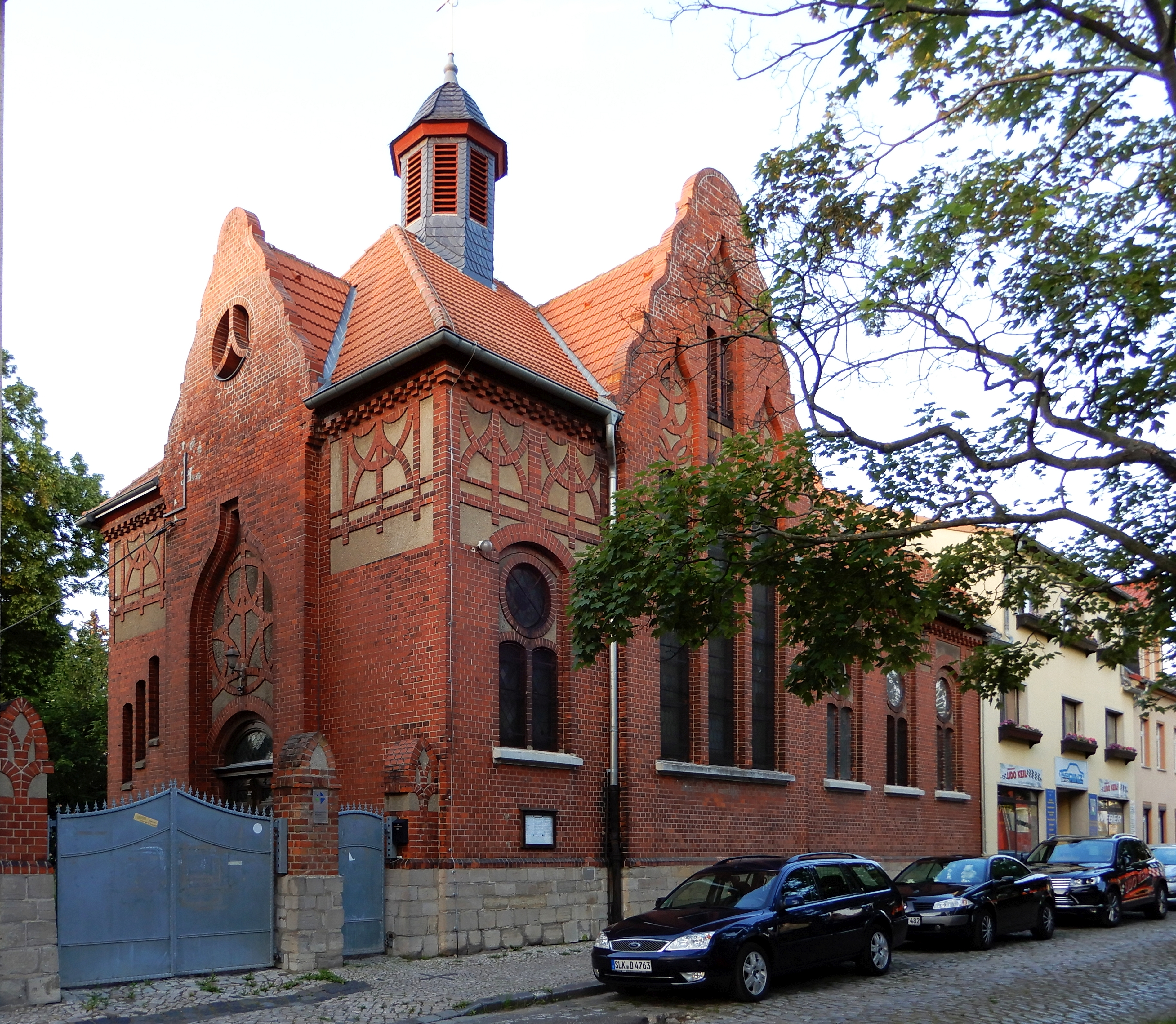
St.-Johannis-Kirche

Die St.-Johannis-Kirche ist ein evangelisches Kirchengebäude im Norden von Aschersleben, Oberstraße 38, und gehörte wie die St.-Stephani-Kirche und die St.-Margareten-Kirche zum Kirchspiel Aschersleben.

## Architektur
Die Kirche wurde 1904–1905 als Johanniskapelle erbaut. Der Entwurf der schlichten, aus Backstein gebauten, mit einem Pseudoquerschiff versehenen Kirche stammte vom Stadtbaurat Friedrich Hesse. Ein kleiner Dachreiter bekrönt das Gebäude. In das in gotisierendem Jugendstil gestaltete Backsteindekor der Fassade sind verputzte Flächen eingefügt.
Der Innenraum enthält, bis auf das barocke Taufbecken, keine besonderen Schmuckstücke. Die Orgelempore hat eine aus Metall gefertigte Brüstung mit floraler Gestaltung. Der Chor ist dreigeteilt.